# Rocha (departement)
Rocha er et af de 19 departementer i Uruguay. Departementet har et areal på 10.551 kvadratkilometer og et indbyggertal (pr. 2004) på 69.937
Rocha-departementets hovedstad er byen Rocha.
34°S 54°V / 34°S 54°V